# Rebobinando

Rebobinando es un álbum de estudio de Camela, lanzado en 2019. Conmemora su 25 aniversario. Contiene 12 canciones ya conocidas del grupo, grabadas de nuevo a dúo con otros artistas. También fue lanzado en una edición especial con otros dos CD recopilatorios y en una edición limitada en formato casete. 
- Edición estándar

## Lista de canciones del álbum
| N.º | Título                                       | Duración |  |
| 1.  | «Lágrimas de amor ft Alaska»                 |          |  |
| 2.  | «Camela ft Rubén Martín»                     |          |  |
| 3.  | «Cuando zarpa el amor ft Juan Magán»         |          |  |
| 4.  | «Nunca debí enamorarme ft Taburete»          |          |  |
| 5.  | «Por siempre tu y yo ft Pitingo»             |          |  |
| 6.  | «Háblale de mi ft David Bisbal»              |          |  |
| 7.  | «El calor de mi cuerpo ft Javiera Mena»      |          |  |
| 8.  | «La estación del querer ft Antonio Carmona»  |          |  |
| 9.  | «Ya se acabó el tener dueño ft María Toledo» |          |  |
| 10. | «Has cambiado mi vida ft Demarco Flamenco»   |          |  |
| 11. | «Olé ft Carlos Baute»                        |          |  |
| 12. | «Sueños inalcanzables ft Medina Azahara»     |          |  |

- Edición especial 25 aniversario

| N.º | Título                                       | Duración |  |
| 1.  | «Lágrimas de amor ft Alaska»                 |          |  |
| 2.  | «Camela ft Rubén Martín»                     |          |  |
| 3.  | «Cuando zarpa el amor ft Juan Magán»         |          |  |
| 4.  | «Nunca debí enamorarme ft Taburete»          |          |  |
| 5.  | «Por siempre tu y yo ft Pitingo»             |          |  |
| 6.  | «Háblale de mi ft David Bisbal»              |          |  |
| 7.  | «El calor de mi cuerpo ft Javiera Mena»      |          |  |
| 8.  | «La estación del querer ft Antonio Carmona»  |          |  |
| 9.  | «Ya se acabó el tener dueño ft María Toledo» |          |  |
| 10. | «Has cambiado mi vida ft Demarco Flamenco»   |          |  |
| 11. | «Olé ft Carlos Baute»                        |          |  |
| 12. | «Sueños inalcanzables ft Medina Azahara»     |          |  |
| 13. | «No pongas riendas al corazón»               |          |  |
| 14. | «Llámala»                                    |          |  |
| 15. | «Más de lo que piensas»                      |          |  |
| 16. | «Ya se acabó el tener dueñ0»                 |          |  |
| 17. | «Al son de la melancolía»                    |          |  |
| 18. | «Déjame contarte»                            |          |  |
| 19. | «Olé»                                        |          |  |
| 20. | «Yo también ft Christian Galvez»             |          |  |
| 21. | «Pequeño valiente»                           |          |  |
| 22. | «Nada de ti»                                 |          |  |
| 23. | «Yo por ti»                                  |          |  |
| 24. | «Ahora»                                      |          |  |
| 25. | «La más bonita»                              |          |  |
| 26. | «Sin palabras»                               |          |  |
| 27. | «Te prometo el universo»                     |          |  |
| 28. | «Mi viaje ft El Fary»                        |          |  |
| 29. | «Se ciega por amor»                          |          |  |
| 30. | «Presiento que me engañas»                   |          |  |
| 31. | «Mi gente ft El Arrabato»                    |          |  |
| 32. | «Cuando zarpa el amor»                       |          |  |
| 33. | «El calor de mi cuerpo»                      |          |  |
| 34. | «Amigos»                                     |          |  |
| 35. | «Por siempre tu y yo»                        |          |  |
| 36. | «Nunca debí enamorarme»                      |          |  |
| 37. | «Un ángel de cristal»                        |          |  |
| 38. | «Díselo»                                     |          |  |
| 39. | «Dame tu cariño»                             |          |  |
| 40. | «Nada es verdad ft Hevia»                    |          |  |
| 41. | «Amor.com»                                   |          |  |
| 42. | «¿Que tiene ella que no tenga yo?»           |          |  |
| 43. | «¿Porqué me has engañado?»                   |          |  |
| 44. | «Un minuto de amor»                          |          |  |
| 45. | «Camela»                                     |          |  |

- Edición limitada

| N.º | Título                                       | Duración |  |
| 1.  | «Lágrimas de amor ft Alaska»                 |          |  |
| 2.  | «Camela ft Rubén Martín»                     |          |  |
| 3.  | «Cuando zarpa el amor ft Juan Magán»         |          |  |
| 4.  | «Nunca debí enamorarme ft Taburete»          |          |  |
| 5.  | «Por siempre tu y yo ft Pitingo»             |          |  |
| 6.  | «Háblale de mi ft David Bisbal»              |          |  |
| 7.  | «El calor de mi cuerpo ft Javiera Mena»      |          |  |
| 8.  | «La estación del querer ft Antonio Carmona»  |          |  |
| 9.  | «Ya se acabó el tener dueño ft María Toledo» |          |  |
| 10. | «Has cambiado mi vida ft Demarco Flamenco»   |          |  |
| 11. | «Olé ft Carlos Baute»                        |          |  |
| 12. | «Sueños inalcanzables ft Medina Azahara»     |          |  |

## DVD
- Edición especial 25 aniversario

1. Documental "Rebobinando"
2. Actuaciones TVE

## Certificaciones
| País   | Asociación | Lista           | Primera semana      | Posición | Semanales | Última semana            | Posición anual | Certificación | Ref.        |
| España | Promusicae | Top 100 Álbumes | 15 de marzo de 2019 | 1        | 59        | 03 de septiembre de 2020 | 13             | Oro           | [ 1 ] [ 2 ] |

## Sencillos
| País   | Canción                              | Posición | Certificación | Ref. |
| España | Cuando zarpa el amor con Juan Magán  | 94       | 2x Platino    |      |
| España | Nunca debí enamorarme con Juan Magán | -        | Oro           |      |